# Anders Kulläng
Anders Göran Kulläng (23 de septiembre de 1943-28 de febrero de 2012) fue un piloto de rally sueco. Su mayor éxito fue la victoria en el Rally de Suecia de 1980.

## Carrera
Kulläng comenzó su carrera en 1962. Debutó en el Campeonato Mundial de Rallies en el Rally de Montecarlo de 1973 con un Opel Ascona. Continuó compitiendo en carreras del Mundial para Opel hasta 1981, incluyendo la victoria en el Rally de Suecia de 1980. Durante 1981, fue piloto oficial de Mitsubishi Ralliart.
Cuando se retiró, Kulläng abrió su propia escuela de rally en Sucia. Entre sus pupilos, se incluyen Colin McRae y Sébastien Loeb.
El 28 de febrero de 2012, Kulläng se ahogó en las vacaciones que realizaba en Huay Yang, Tailandia.